# Myristica fusca
Myristica fusca är en tvåhjärtbladig växtart som beskrevs av Markgraf. Myristica fusca ingår i släktet Myristica och familjen Myristicaceae. Inga underarter finns listade i Catalogue of Life.